# Polyalthia polyphlebia
Polyalthia polyphlebia este o specie de plante din genul Polyalthia, familia Annonaceae, descrisă de Friedrich Ludwig Diels. Conform Catalogue of Life specia Polyalthia polyphlebia nu are subspecii cunoscute.